# كوم علي
كوم علي إحدى قرى مركز قطور التابع لمحافظة الغربية بجمهورية مصر العربية.

## التاريخ
قرية كوم علي من القرى القديمة، حيث وردت باسم «منية علي» في أعمال الغربية ضمن قرى الروك الصلاحي التي أحصاها ابن مماتي في كتاب قوانين الدواوين، وقال ابن مماتي أنها من كفور دماط. كما وردت باسم «كوم علي» في أعمال الغربية ضمن قرى الروك الناصري التي أحصاها ابن الجيعان في كتاب «التحفة السنية بأسماء البلاد المصرية».
وردت باسم «كوم علي» في التربيع العثماني الذي أجراه الوالي العثماني سليمان باشا الخادم في عصر السلطان العثماني سليمان القانوني ضمن قرى ولاية الغربية، وفي تاريخ 1228هـ/1813م الذي عدّ قرى مصر بعد المسح الذي قام به محمد علي باشا باسم «كوم علي» ضمن قرى مديرية الغربية.
أصلها من توابع مركز محلة منوف ثم نقلت إلى مركز قطور منذ إنشائها في عام 1947 ووردت ضمن قراه في تعداد 1960.

## السكان
بلغ عدد سكان كوم علي 5673 نسمة حسب تقدير عام 2018.
| السنة  | 1882 | 1897 | 1907 | 1927 | 1947 | 1960 | 1976 | 1986 | 1996 | 2006  | 2018 |
| ------ | ---- | ---- | ---- | ---- | ---- | ---- | ---- | ---- | ---- | ----- | ---- |
| القرية | 609  | 950  | 1318 | 1061 | 1107 | 2857 | 3116 | 3530 | 4336 | 5,116 | 5673 |